# Argent Bećiri
Argent Bećiri (Macedonisch: Арѓенд Беќири, Arǵend Beḱiri) (Tetovo, 3 april 1975) is een Macedonisch profvoetballer.
Bećiri is een aanvaller en speelde vroeger bij onder meer de Hongaarse clubs FK Sloga Jugomagnat Skopje, FK Renova Čepčište en FK Shkendija 79 Tetovo en bij het Belgische Antwerp FC.
Bećiri werd in de seizoenen 1999-2000 en 2000-01 Macedonisch topscorer met respectievelijk 19 en 27 goals in telkens 26 wedstrijden.
Tijdens zijn periode bij Antwerp FC stond Bećiri bij de KBVB verkeerdelijk ingeschreven als Bekiri. Door deze fout van de KBVB wordt er naar hem vaak vermeld met de naam "Argent Bekiri".
| Club       | Seizoen | Wedstrijden | Doelpunten |   |   |
| ---------- | ------- | ----------- | ---------- | - | - |
| Antwerp FC | 1997-98 | 24          | 9          | 0 | 0 |
| Antwerp FC | 1998-99 | 2           | 1          | 0 | 0 |
| Totaal     |         | 26          | 10         | 0 | 0 |